# 戦ひの街に春が来る
「戦ひの街に春が来る」（たたかいのまちにはるがくる）は、1943年（昭和18年）3月にコロムビアから発売された戦時歌謡。松竹映画「戦ひの街」の主題歌であった。歌唱は楠木繁夫と菊池章子のデュエットによる。作詞は西條八十、作曲は古賀政男。なお、当時の正式な表記は「戰ひの街に春が來る」である。片面は李香蘭の「若き日の夢」。